# Vespula flaviceps
Vespula flaviceps — вид семейства настоящих ос.

## Распространение
Восточная Палеарктика и Индомалайская область. Дальний Восток России (Амурская область, юг Хабаровского и Приморского края, Сахалин), Корея, Япония, Китай, Индокитай, Индия, Непал (Matsumura, 1911; Курзенко, 1995, 2004).

## Описание
Общественные осы, строящие «бумажные» гнезда.